# Podargus strigoides
Il podargo strigoide o semplicemente podargo (Podargus strigoides (Latham, 1801) è un uccello notturno appartenente alla famiglia Podargidae.
Il becco, per la forma peculiare, ricorda la bocca d'una rana (da cui il nome inglese di Tawny Frogmouth).

## Etimologia
Il nome della specie (strigoides) deriva da due parole latine: Strix (che significa "gufo", di cui esiste un genere di, appunto, gufi chiamato Strix) e -oides (che significa "dalla forma", o "dalla forma di"). In nome completo si può quindi tradurre in "dalla forma di un gufo". 

## Descrizione

### Aspetto

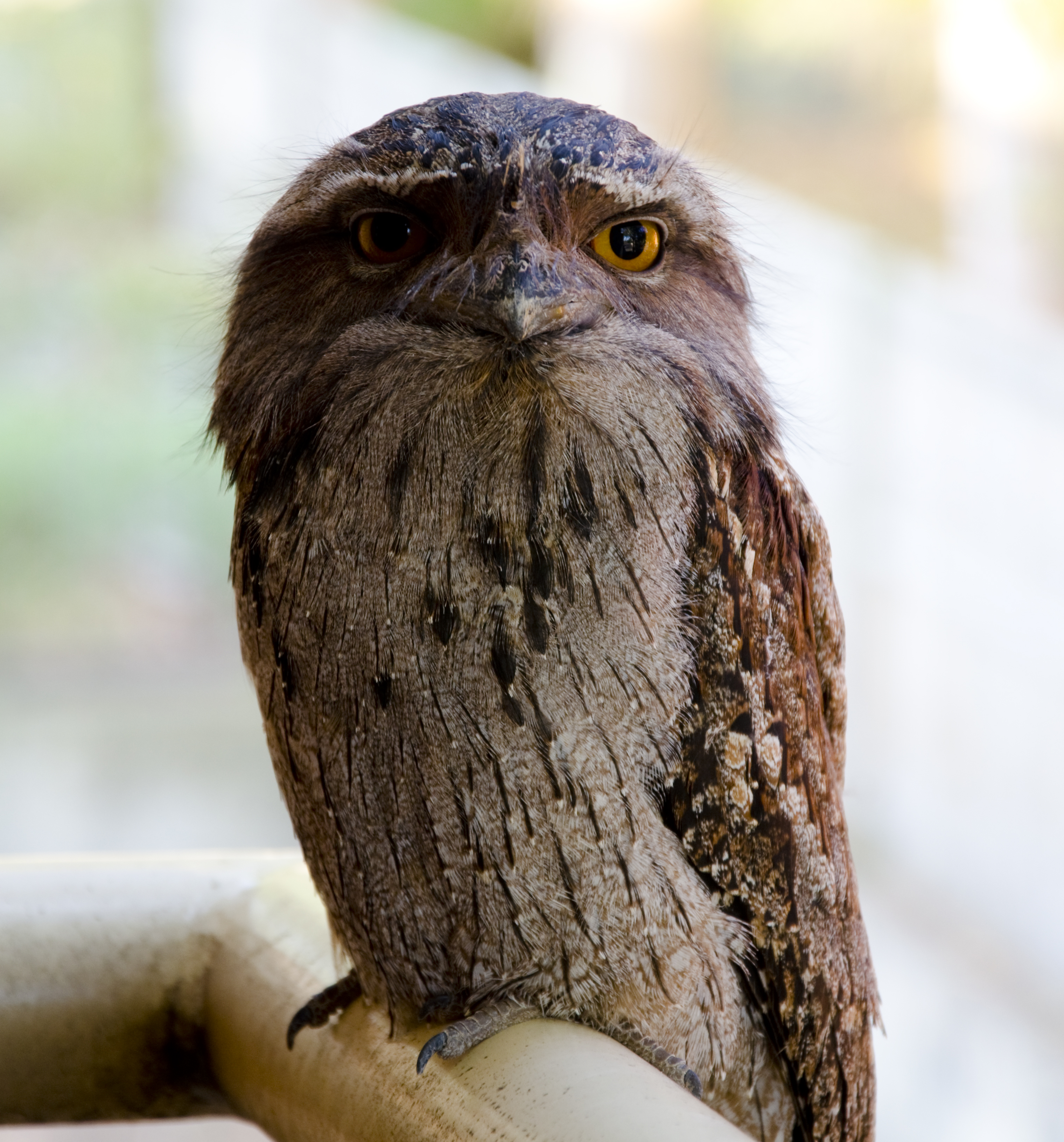
Morfo rossiccio di un Podargus strigoides.

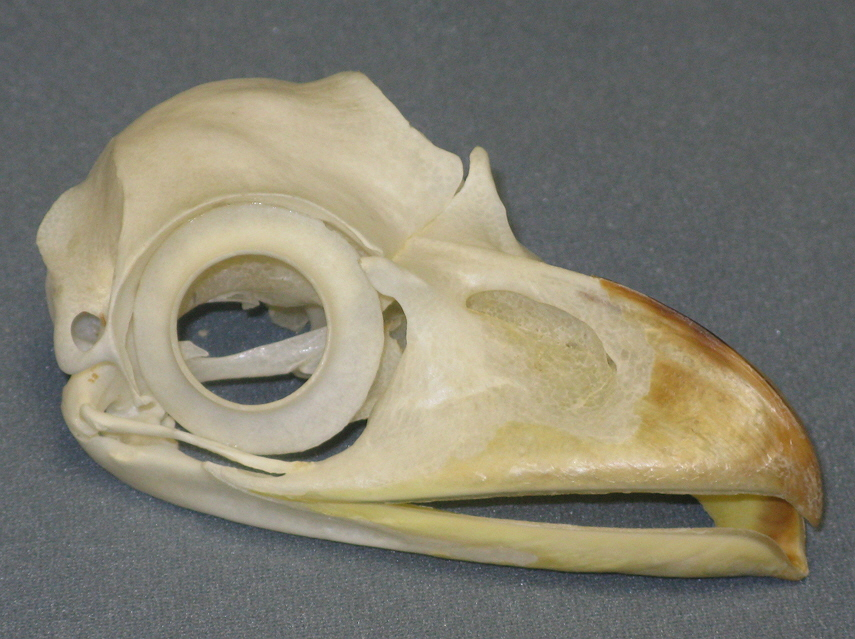
Teschio di un podargo. Da notare le notevoli dimensioni delle orbite.

Il podargo è piuttosto simile, come dice il nome scientifico, agli uccelli rapaci dell'ordine Strigiformes (soprattutto allo Strix aluco).
Hanno generalmente un corpo tozzo, che contribuisce a farli somigliare a tronchi di alberi e foglie secche.
Il piumaggio è criptico, e consente al P. strigoides una mimetizzazione perfetta tra la corteccia degli alberi. Infatti esso può essere bruno-rossiccio o grigio con qualche rara vermicolazione di verdastro-muschio. La livrea è simile per i maschi che per le femmine, l'unica differenza cromatica consiste nel fatto che i maschi presentano spesso colori sul grigio e le femmine varietà più sul marrone, ma ciò è piuttosto indicativo. Le parti superiori sono generalmente più scure, a differenza di quelle inferiori che variano dal marrone crema-nocciola chiaro al grigio; in alcuni esemplari sono quasi biancastre. 
I podarghi hanno zampe piuttosto corte, nascoste sotto le piume del ventre, e sono anisodattile, vale a dire con tre dita avanti e una dietro. 
Posseggono un becco piuttosto corto e tozzo, che ricorda la bocca degli anfibi anuri come le rane da cui prendono il nome comune inglese.
I podarghi hanno occhi piuttosto grandi che occupano gran parte del cranio e consentono un'ottima vista notturna. Sono dotati di un'iride di colore giallo o arancione (talvolta rosso). 
La coda è proporzionata al corpo, presenta dunque forme corte e tozze.
L'aspetto dei pulcini è totalmente diverso da quello degli adulti, hanno una forma tondeggiante e all'apparenza morbida con una livrea bianca.

### Dimensioni
Come già detto, i Podargus strigoides presentano un corpo grosso e tozzo, che può misurare fino a 55 cm di lunghezza, anche se normalmente si aggirano sui 30-40, con maschi generalmente poco più grandi. 
Arrivano a pesare anche 680-700 g, ma in cattività sono stati registrati podarghi con un peso notevolmente maggiore, di almeno 1500 g. 
Queste caratteristiche fanno il P. strigoides uno dei caprimulgiformi più grandi.

### Differenze dai gufi e tratti comuni
La principale differenza tra gufi e podarghi sono le zampe: come molte specie di rapaci notturni, i P. strigoides hanno le zampe anisodattile, cioè con tre dita portate in avanti e una indietro (anche se alcuni rapaci notturni come la civetta hanno zampe zigodattile, cioè con due dita davanti e due dietro), ma mentre quelle dei podarghi sono piuttosto deboli, quelle dei gufi sono molto più forti, anche perché sono la principale arma con cui catturano le prede; addirittura, se dovessero perdere un dito, alcune specie sono in grado di usare il dito rivolto all'indietro come se fosse quello perso. I podarghi strigoidi, invece, catturano le prede con il loro ampio becco.
Altro tratto che differenzia podarghi e gufi sono le ali: sebbene in entrambi i casi siano grandi e ampie, quelle dei rapaci sono più adatte al volo. E il peso i gufi di solito non superano gli 80 g di peso). Il podargo invece può raggiungere un peso di circa 500 g.
Tuttavia hanno anche alcuni tratti in comune:
- grandi occhi (solitamente gialli o arancioni) adatti alla visione notturna;
- piumaggio criptico;
- ali ampie;
- corpo dalla forma tondeggiante.

Le specie a cui più somigliano sono quelle dei generi Ninox e Strix.
Gufi e podarghi sono simili anche per alcuni comportamenti:
- Abitudini notturne;
- Monogamia;
- Formare coppie unite per tutta la vita.

### Specie simili
Una delle specie più affini al Podargus strigoides è il congenere P. ocellatus o podargo marmorizzato.
Il podargo strigoide si distingue dal podargo marmorizzato perché è leggermente più piccolo.
Altre specie simili (con cui vengono spesso scambiati) sono le civette del genere Ninox, in particolar modo con la N. novaeseelandiae.

## Distribuzione e habitat
I P. strigoides sono presenti in gran parte dell'Australia, dove è frequente incontrarli. I podargi popolano anche le numerose isole circostanti, in Tasmania ed è possibile avvistarli anche nella zona meridionale della Nuova Guinea.
I loro habitat favoriti sono quelli ricchi di vegetazione, escludendo boschi troppo fitti o aree deforestate. 

## Biologia

### Alimentazione
I P. strigoides sono carnivori, infatti la loro alimentazione è costituita principalmente da insetti notturni (come falene), vermi, e chiocciole. Solo talvolta si nutrono di piccoli animali come rane e lucertole o topi. I podarghi, a differenza dei più simili strigiformi, non cacciano le loro prede, ma preferiscono aspettare che siano esse a dirigersi da loro (questo anche perché non sono particolarmente abili in volo). Fanno eccezione quando devono procurare il cibo per i pulcini, dove sono costretti a cacciare gli insetti anziché aspettare che siano loro a venire.

### Difesa

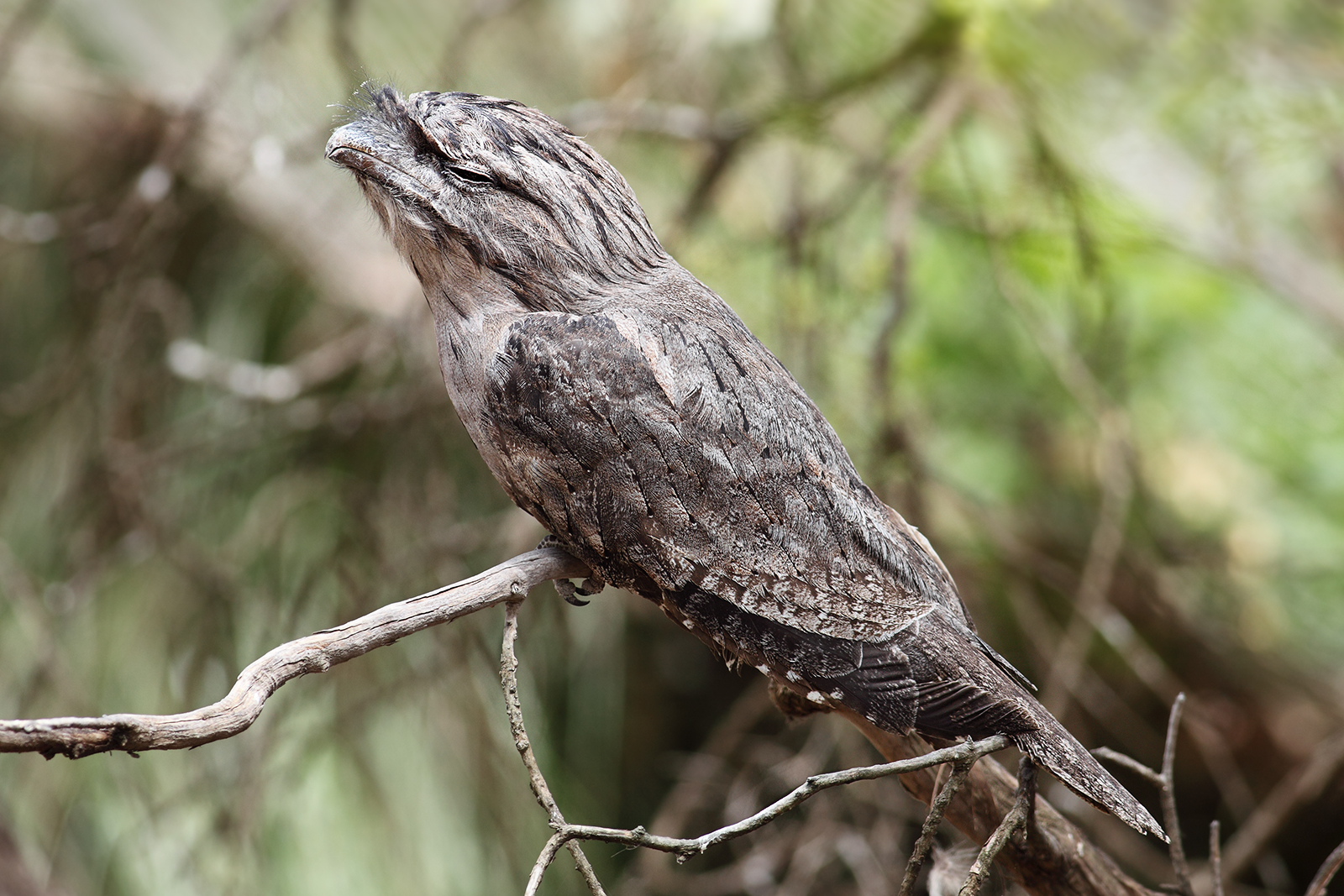
Un podargo in posizione criptica

La principale difesa dei podarghi è la loro infallibile mimetizzazione. Difatti se minacciati, assumano una posizione più eretta e ritirano piume e grassi nel corpo; tengono gli occhi chiusi e rimangono immobili.

### Riproduzione

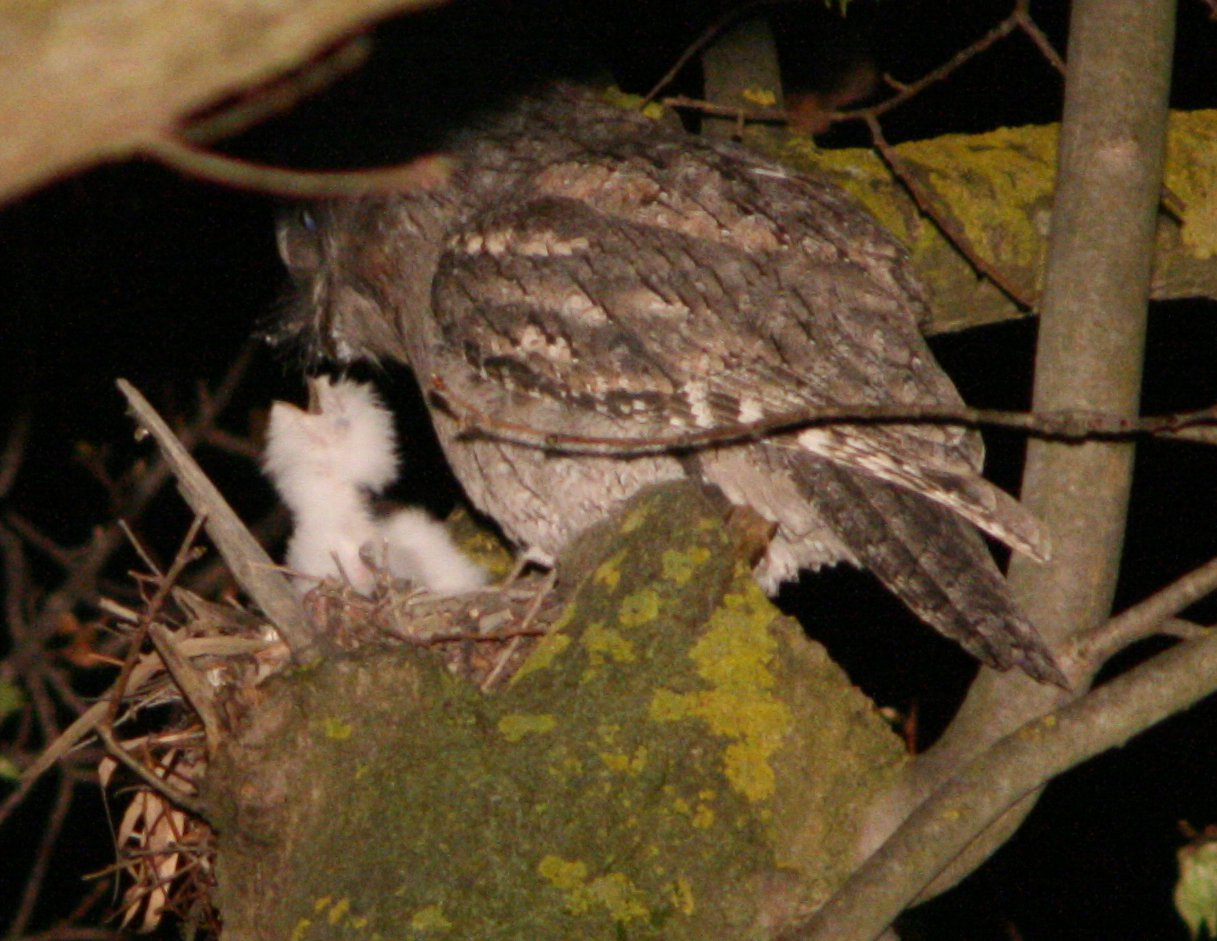
Genitore che nutre i piccoli.

Il periodo di riproduzione dei podarghi è da agosto a dicembre. Come per tutti gli uccelli, la riproduzione è sessuata e funge come una copula. Dopo essersi accoppiati una volta, le coppie rimangono fisse per sempre. I P. strigoides usano sempre lo stesso nido ogni anno. Le femmine depongono un numero di uova generalmente compreso tra i 2 e 6. Entrambi i genitori si occupano di covare le uova, le quali di schiuderanno a circa 25-30 giorni dalla deposizione. 
Dopo la schiusa, sia il maschio che la femmina accudiscono la prole andando a caccia di piccole prede (come larve di insetto e falene).

## Tassonomia
Podargus strigoides venne descritto per la prima volta dal naturalista, ornitologo e fisico inglese John Latham nel 1801.
Ne sono state descritte tre sottospecie:
- Podargus strigoides strigoides (Latham, 1801)
- Podargus strigoides brachypterus Gould, 1841
- Podargus strigoides phalaenoides Gould, 1840

## Galleria d'immagini

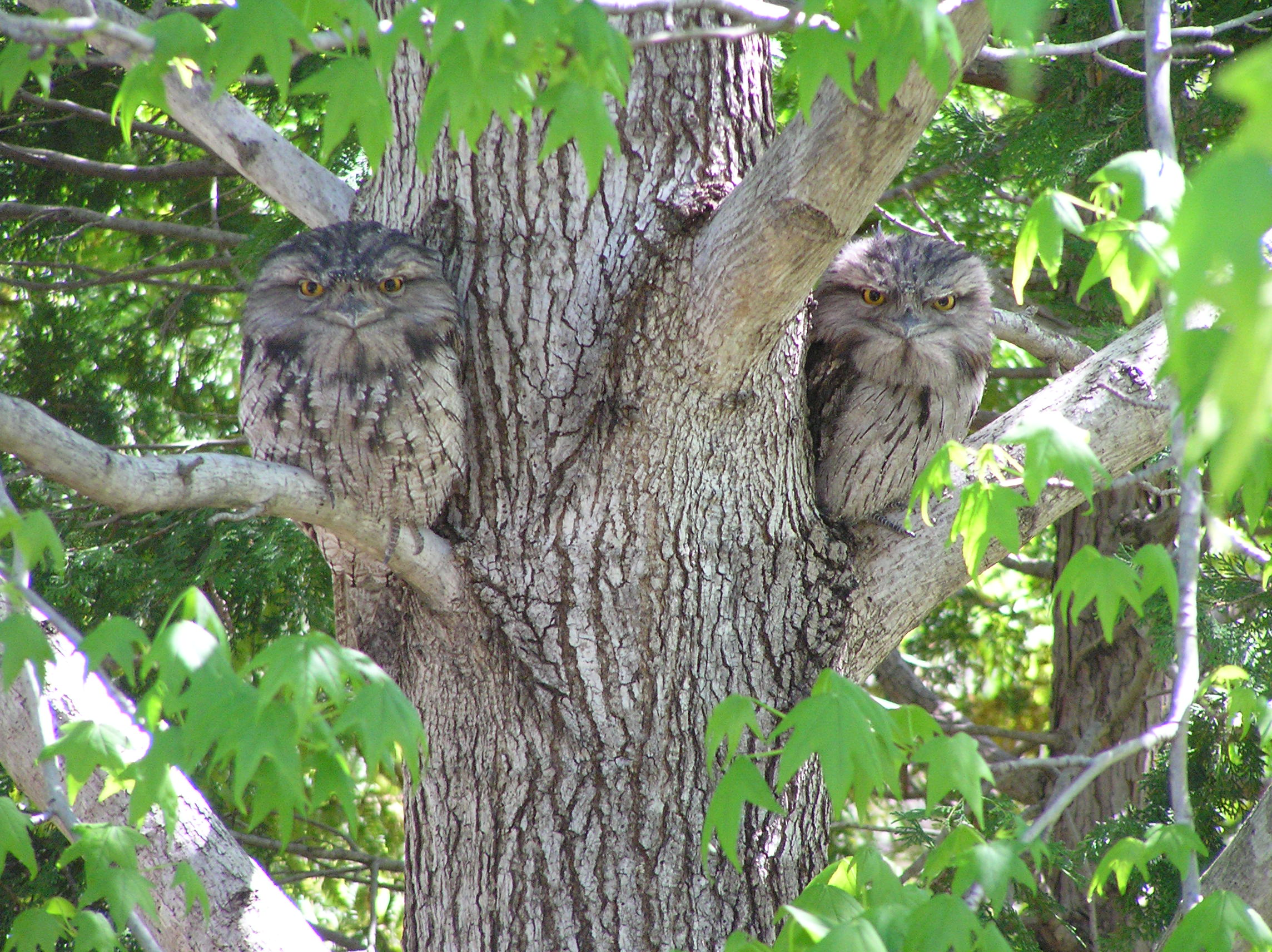
Coppia di podarghi su un albero.
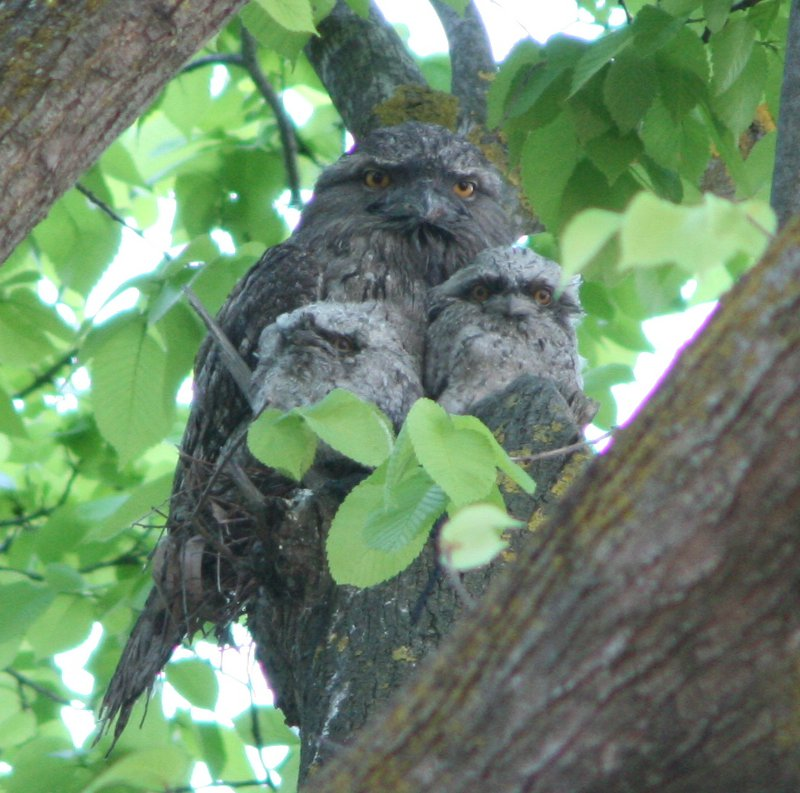
Genitore con due pulli (a un mese circa dalla nascita).
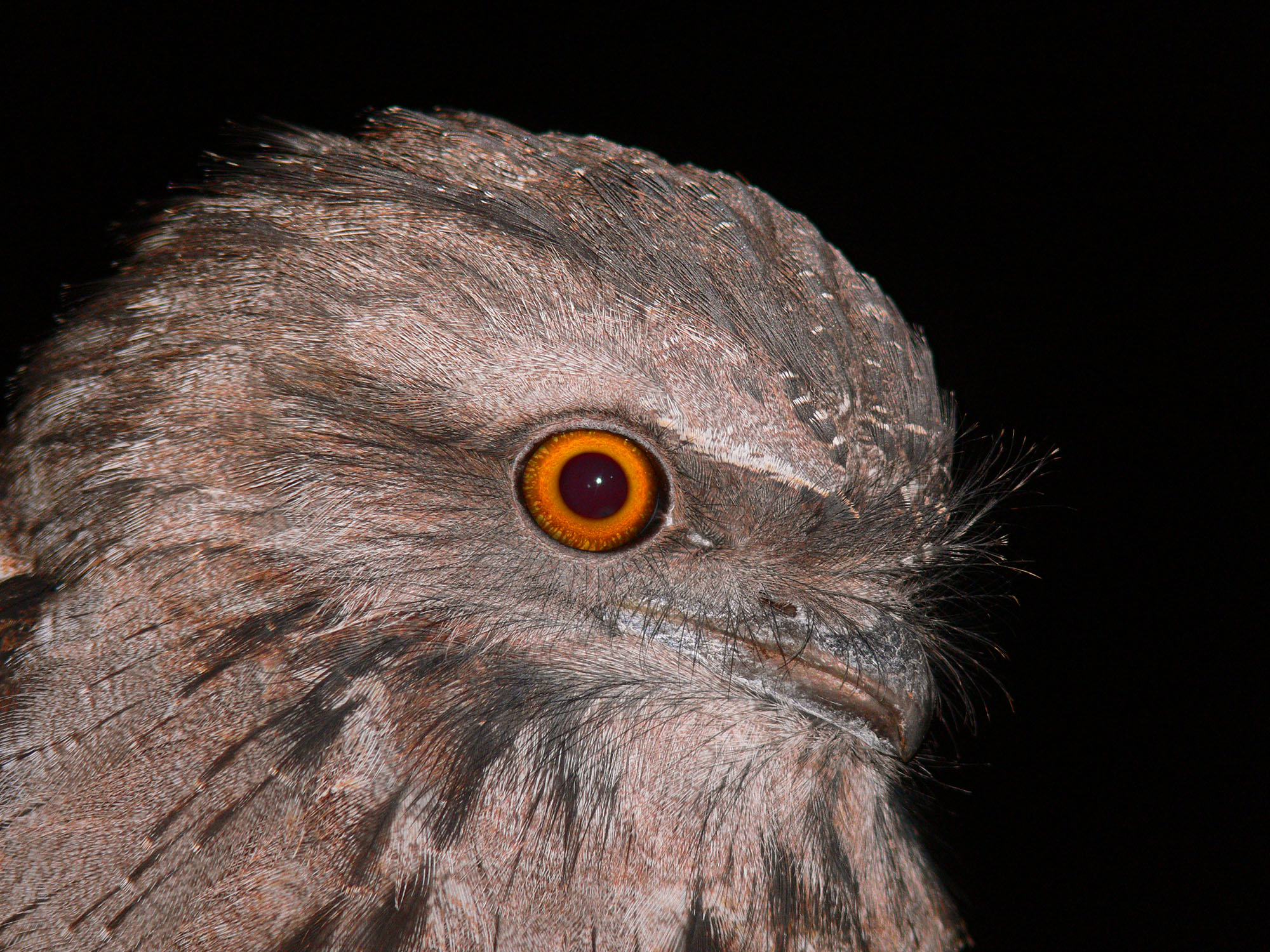
Particolare della testa.
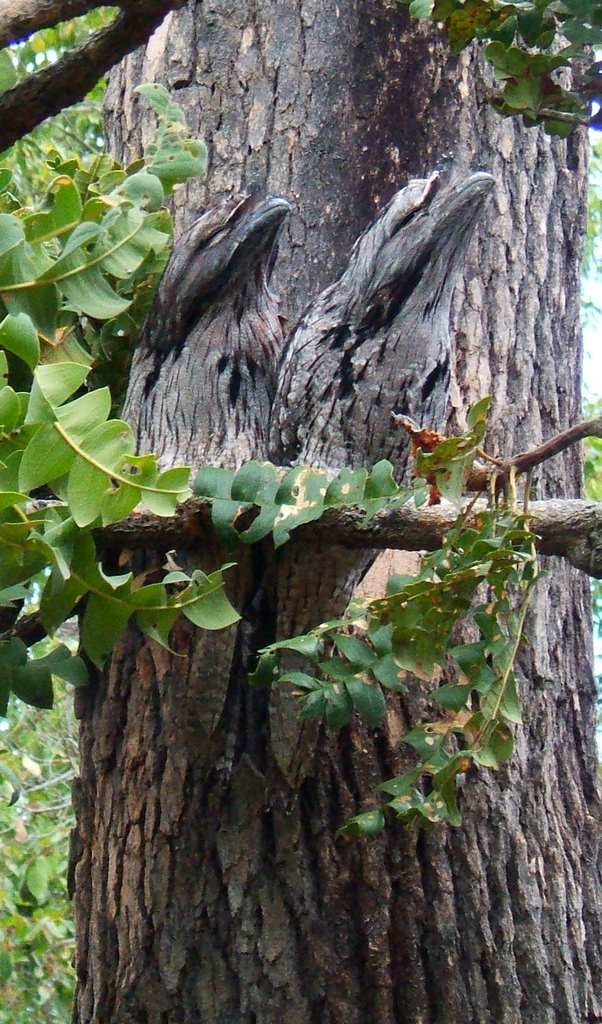
Due podarghi in posizione criptica.
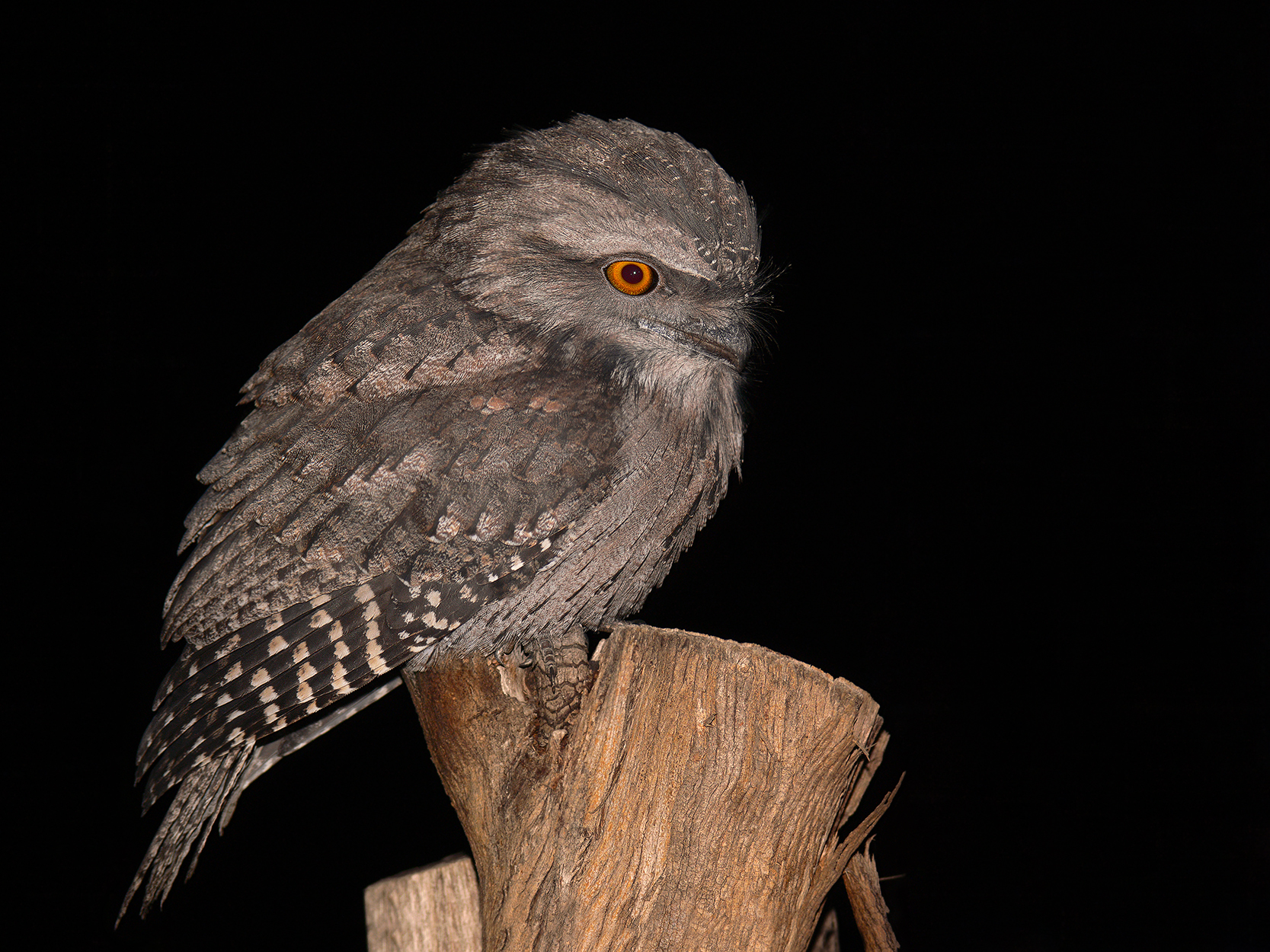
Podargo di notte.
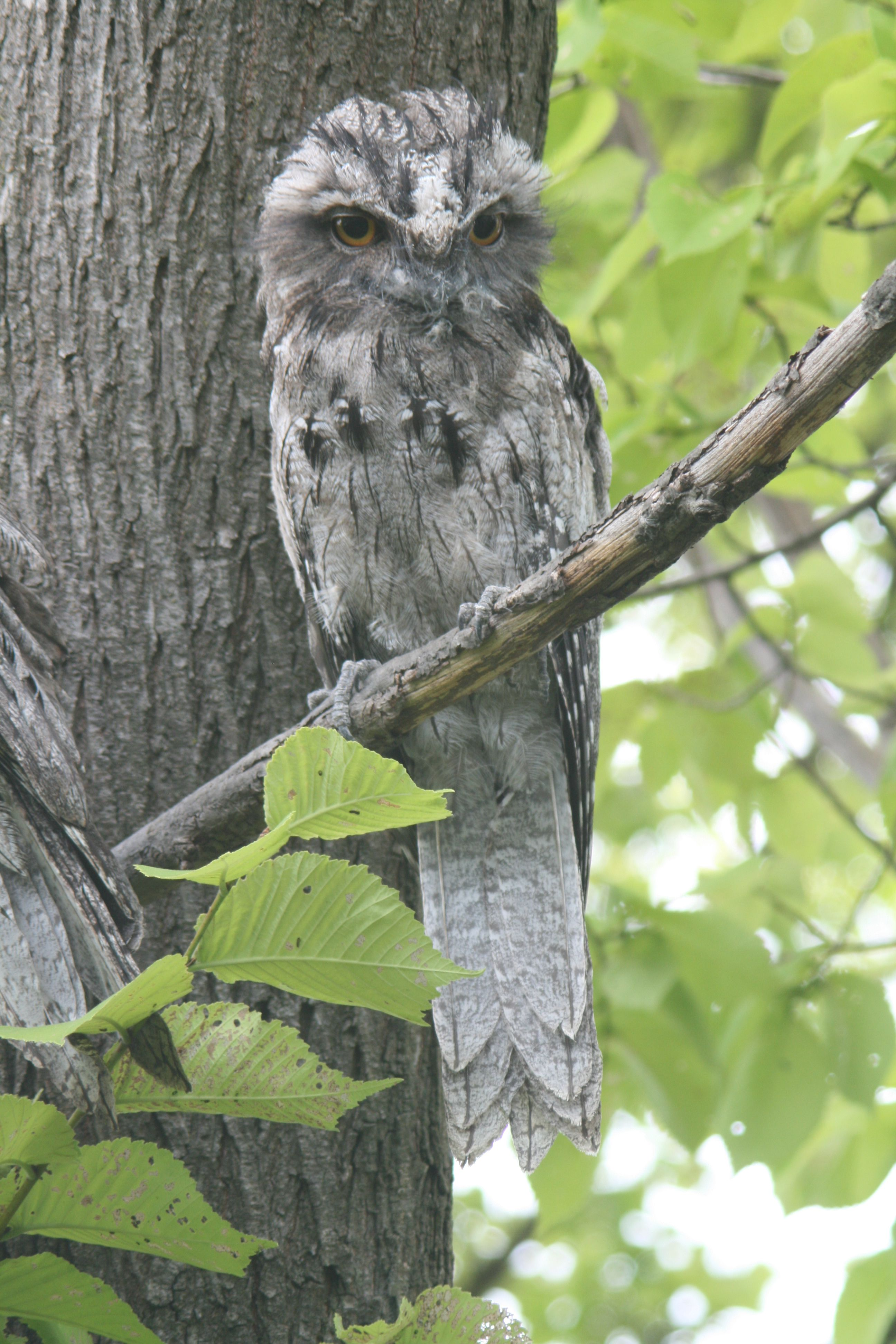
Giovane a due mesi circa dalla nascita.
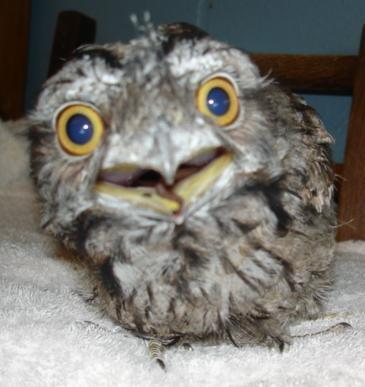
Podargo che mangia un topo.